# Brent Ward Jett
Brent Ward Jett (Pontiac, Michigan, 1958. október 5. –) amerikai űrhajós.

## Életpálya
1981-ben a Haditengerészeti Akadémián (USAF Academy) repülőmérnöki oklevelet szerzett. 1983-ban kapott repülőgép vezetői jogosítványt. Szolgálati repülőgépe az F–14 Tomcat volt. Az USS Saratoga (CV-60) fedélzetén szolgált a Földközi-tengeren és az Indiai-óceánon. A Fighter Weapons Schoolban (TOPGUN) kiképzésben részesült. 1986-ban tesztpilóta kiképzésben részesült. Repülte és tesztelte az F–14A/B/D, a T–45A valamint az A–7E repülőgépek változatait. 1989-ben az USA Haditengerészeti Posztgraduális Iskolában megerősítette mérnöki oklevelét. 1991-től újra az USS Saratoga fedélzetén szolgált egy F–14B géppel. Több mint 4000 órát töltött a levegőben, több mint 30 különböző repülőgépen repült és tesztelt. Több mint 450 leszállást hajtott végre repülőgép-hordozó fedélzetén.
1992. március 31-től a Lyndon B. Johnson Űrközpontban részesült űrhajóskiképzésben. 1997 júniusától 1998 februárjáig a Jurij Gagarin Űrhajóskiképző Központban a NASA műveleti igazgatója. Négy űrszolgálata alatt összesen 41 napot, 18 órát és 1 percet (1170 óra) töltött a világűrben. Űrhajós pályafutását 2007 novemberében fejezte be, a Flight Crew Operations igazgatója.

## Űrrepülések
- STS–72, az Endeavour űrrepülőgép 10. repülésének pilótája. 10 hónappal korábban Japánból indult Space Flyer Unit (SFU) csillagvizsgáló űreszközt, valamint az OAST–Flyer platformot a robotkarral visszanyerték és visszaszállították a Földre. Első űrszolgálata alatt összesen 8 napot, 22 órát és 01 percet (214 óra) töltött a világűrben. 6 000 000 kilométert (3 700 000 mérföldet) repült, 142 kerülte meg a Földet.
- STS–81, az Atlantis űrrepülőgép 18. repülésének pilótája. A Mir űrállomással  dokkoltak, több mint 3 tonna teheráru és csere legénység szállítása, illetve szemét visszahozása történt. SpaceHab mikrogravitációs laboratóriumban kereskedelmi jellegű  kísérleteket, kutatásokat és gyártásokat végeztek. Negyedik űrszolgálata alatt összesen 10 napot, 4 órát és 56 percet (245 óra) töltött a világűrben. 6 100 000 kilométert (3 800 000 mérföldet) repült, 160 kerülte meg a Földet.
- STS–97, az Endeavour űrrepülőgép 15. repülésének parancsnoka. A Nemzetközi Űrállomásra (ISS) repült, telepítették az első napelemet. Utánpótlás ellátást vittek, visszafelé leszállították a becsomagolt szemetet. Elvégezték a meghatározott kutatási, kísérleti, anyag előállítási feladatokat. Harmadik űrszolgálata alatt összesen 10 napot, 19 órát és 58 percet (260 óra) töltött a világűrben. Három űrséta (kutatás, szerelés) alatt összesen 19 óra 20 percet töltött a világűrben. 7 203 000 kilométert (4 476 000 mérföldet) repült, 170 kerülte meg a Földet.
- STS–115, az Atlantis űrrepülőgép 27. repülésének parancsnoka. Alapellátáson kívül (életfeltételek, csereeszközök, berendezések) a Nemzetközi Űrállomás (ISS) építéséhez szállította a P3 és P4 rácselemet, valamint a 4A és 2A napelemtáblákat. Második szolgálatán összesen 11 napot, 19 órát és 6 percet (283 óra) töltött a világűrben. 7 840 000 kilométert (4 870 000 mérföldet) repült, 187 kerülte meg a Földet.